# بطولة العالم للدراجات على المضمار 1987
بطولة العالم للدراجات على المضمار 1987 هي الدورة ال84 من بطولة العالم للدراجات على المضمار، أجريت في فيينا، النمسا.

## النتائج النهائية
| المسابقة                              | ذهبية                        | فضية                       | برونزية                            |
| ------------------------------------- | ---------------------------- | -------------------------- | ---------------------------------- |
| الرجال                                |                              |                            |                                    |
| السرعة الفردية                        | نوبويوكي تاوارا (JPN)        | هيديوكي ماتسوي (JPN)       | Claudio Golinelli (ITA)            |
| سباق المطاردة الفردية                 | هانز هنريك أورستد (الدنمارك) | Jesper Worre (الدنمارك)    | توني دويل (دراج) (المملكة المتحدة) |
| سباق مطاردة الدراجة النارية للهواة    | ماريو جنتيلي (ITA)           | Vincenzo Colamartino (ITA) | Roland Königshofer (AUT)           |
| سباق مطاردة الدراجة النارية للمحترفين | Max Hürzeler (SUI)           | داني كلارك (دراج) (AUS)    | فيرنر بيتز (FRG)                   |
| الكيرين                               | هارومي هوندا (JPN)           | Claudio Golinelli (ITA)    | Shigenori Inoue (JPN)              |
| سباق النقاط                           | Urs Freuler (SUI)            | توني دويل (دراج) (GBR)     | روجر إيليجيمس (BEL)                |
| السيدات                               |                              |                            |                                    |
| السرعة الفردية                        | Erika Salumäe (URS)          | كريستا لدينج-روثنبور (GDR) | كوني باراسكفين-Young (USA)         |
| سباق المطاردة الفردية                 | ريبيكا تويج (USA)            | جيني لونغو (FRA)           | Mindee Mayfield (USA)              |
| سباق النقاط                           |                              |                            |                                    |